# Palmyra ocellata
Palmyra ocellata är en ringmaskart som beskrevs av Johnston 1827. Palmyra ocellata ingår i släktet Palmyra och familjen Aphroditidae. Inga underarter finns listade i Catalogue of Life.